# Tribulus echinops
Tribulus echinops är en pockenholtsväxtart som beskrevs av Lars Erik Kers. Tribulus echinops ingår i släktet tiggarnötter, och familjen pockenholtsväxter. Inga underarter finns listade i Catalogue of Life.